# Мухика, Хосе
Хосе́ Альбе́рто Мухи́ка Корда́но (исп. José Alberto Mujica Cordano; 20 мая 1935, Монтевидео — 13 мая 2025, Монтевидео), также известный как Эль Пе́пе (El Pepe) — уругвайский политик левого толка, президент Уругвая с 2010 по 2015 год.
В 1989 году Мухика был избран депутатом, а затем сенатором от коалиции «Широкий фронт» (Frente Amplio), после чего занимал пост министра по делам скотоводства, сельского хозяйства и рыболовства с 2005 по 2008 год. После окончания президентского срока он снова был избран сенатором на выборах 2014 и 2019 годов. Он ушёл с этой должности 20 октября 2020 года, завершив свою политическую деятельность, чтобы посвятить себя общественному активизму. До самой смерти он оставался лидером Движения народного участия (Movimiento de Participación Popular), крупнейшего сектора в партии «Широкий фронт».
Мухика был описан как «самый бедный президент в мире» благодаря своему аскетичному образу жизни и тому, что жертвовал около 90 % своей ежемесячной зарплаты в размере двенадцати тысяч долларов на благотворительные организации, поддерживающие бедных и малых предпринимателей. Он был открытым критиком капиталистического стремления к накоплению материальных благ, не способствующих человеческому счастью, и получил признание в СМИ и среди журналистов за свои философские взгляды. В 2015 году издание Times Higher Education назвало его «президентом-философом», что является отсылкой к концепции философа-царя у Платона.
С 2005 года и до своей смерти он был женат на Лусии Тополански — видной фигуре Движения народного участия и вице-президенте Уругвая в 2017—2020 годах. Их романтические отношения начались ещё в 1972 году.

## Биография
Хосе Мухика родился 20 мая 1935 года в Монтевидео. По отцовской линии Хосе Мухика происходил от басков, переселившихся в Уругвай в 1842 году из баскского города Мухика. С этой стороны он также был родственником известных политиков, таких как президент и диктатор 1930-х годов Габриэль Терра — его троюродный дядя, а также Орасио Терра Аросена — его двоюродный дядя, и сыновья последнего — его троюродные братья Франсиско, Орасио и Хуан Пабло Терра Гайиналь, активно участвовавшие в политике XX века в рядах Гражданского союза, партии Колорадо, Национальной партии и Широкого фронта соответственно. По материнской линии у него было итальянское происхождение. В некоторых интервью Мухика также упоминал о своих семейных корнях в Кантабрии.
На землях его отцовских предков готовили солдат к сопротивлению восстаниям против каудильо Апарисио Саравии. Его дед по матери также был сторонником Национальной партии, а точнее — движения эрреристов, и неоднократно избирался эдилом в Колонии, а также был личным другом Луиса Альберто де Эрреры.
Его материнская семья происходила из итальянской Лигурии; фамилия Кордано, носимая дедом Антонио, берет начало в долине Фонтанабуона в провинции Генуя, в регионе Лигурия, недалеко от Рапалло. Из того же региона происходила семья бабушки Паулы — Джиорелло. Его мать родилась в городе Кармело, где её родители — виноградари — приобрели пять гектаров земли в районе Колония Эстрелья для выращивания винограда.
Отец Мухики был мелким скотоводом, обанкротившимся незадолго до смерти в 1940 году, когда Хосе было шесть лет. Он получил начальное и среднее образование в государственной школе и лицее родного района. После завершения основной школы поступил в старшие классы в Институт Альфредо Васкеса Асеведо, но не завершил обучение.
С тринадцати до семнадцати лет он занимался велоспортом, выступая за различные клубы во всех возрастных категориях.
Будучи участником леворадикального партизанского движения Тупамарос, был схвачен и провёл в военных тюрьмах 14 лет.
С 2005 по 2008 год был министром животноводства, сельского хозяйства и рыболовства Уругвая, затем — сенатором.
Являлся кандидатом Широкого фронта на президентских выборах 2009 года. Во втором туре выборов 29 ноября победил своего основного конкурента и был избран президентом Уругвая.
1 марта 2015 года с избранием Табаре Васкеса на пост президента страны покинул этот пост и был избран в Сенат Уругвая. В августе 2018 года он написал заявление о сложении своих полномочий, несмотря на то что срок истекал в 2020 году. После досрочного выхода на пенсию Мухика отказался от сенатской пенсии.
В апреле 2024 года у Пепе был диагностирован рак пищевода, к январю 2025 года опухоль дала метастазы в печень. 11 мая 2025 года президент Уругвая Яманду Орси сообщил о том, что состояние Мухики «критическое». 13 мая Орси сообщил о смерти политика и своего ментора. В связи со смертью Мухики в Уругвае был объявлен трёхдневный траур.

## Президентство

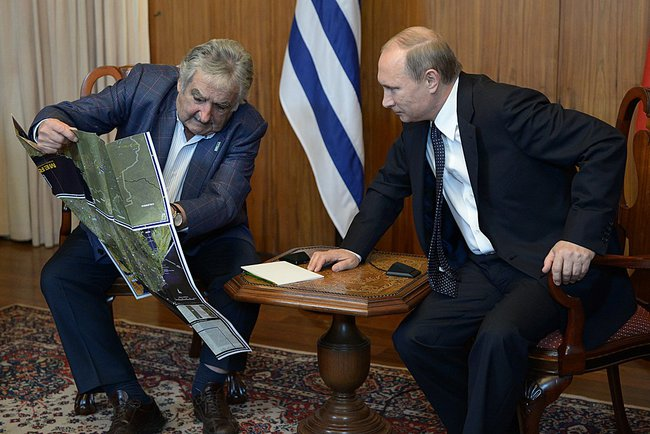
Хосе Мухика показывает Владимиру Путину расположение Уругвая на карте мира, 17 июля 2014 года

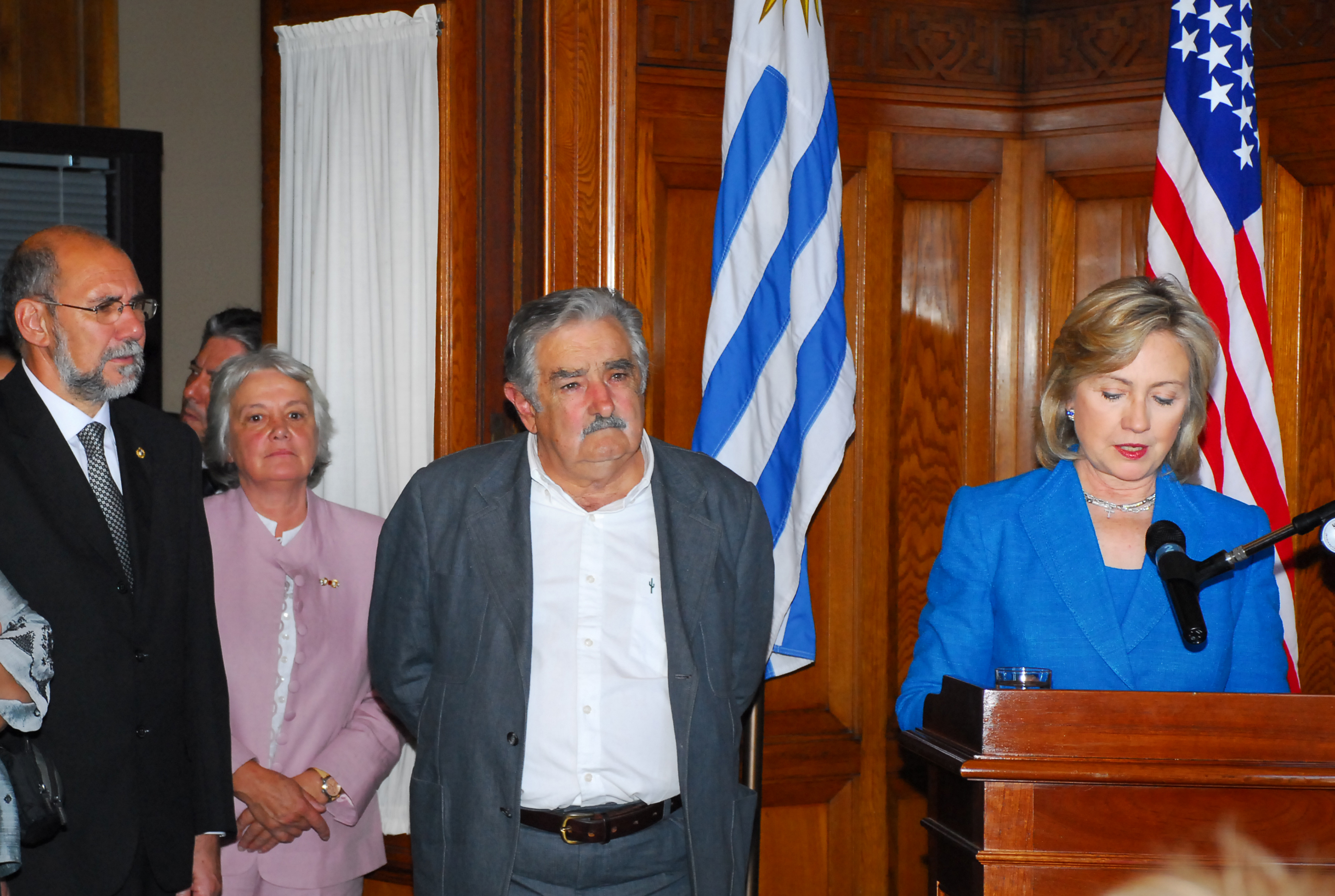
Мухика с государственным секретарём США Хиллари Клинтон во время его церемонии инаугурации, 1 марта 2010 года

1 марта 2010 года Мухика официально вступил в должность.

### Правительственная программа
До вступления в должность постепенно становились известны различные программные направления, которые планировалось реализовать в новом правительстве, начинавшем работу 1 марта 2010 года. В этом контексте избранное правительство определило четыре основных направления для формирования государственной политики, то есть такой, которая выходила бы за рамки одного срока и была бы относительно независима от правящей политической партии. Этими направлениями стали образование, безопасность, охрана окружающей среды и энергетика. Были приглашены оппозиционные партии, представленные в парламенте, к участию в рабочих комиссиях для выработки таких политик. Также заявлялось, что избранное правительство намерено провести амбициозную реформу государственной администрации, вдохновлённую новозеландской моделью.
В своей инаугурационной речи 1 марта 2010 года Мухика подтвердил необходимость наличия в стране долгосрочных государственных политик. В числе приоритетных задач своей администрации он назвал ликвидацию крайней нищеты и сокращение бедности на 50 %.

### Внутренняя политика

#### Экономическая политика
В целом сохранялась экономическая линия предыдущего правительства, что укреплялось присутствием представителя «асторизма» (течения, связанного с Даниэлем Астори) в Министерстве экономики. Так, доля социальных расходов в общем объёме государственных трат увеличилась с 60,9 % в 2004 году до 75,5 % в 2013. В этот период уровень безработицы снизился с 13 % до 7 %, а минимальная зарплата выросла на 250 %. Среди приоритетов — поощрение как внутреннего, так и внешнего инвестирования. Среди крупных проектов — Aratirí и Montes del Plata. По данным Международной конфедерации профсоюзов, Уругвай стал самой прогрессивной страной в Америке по соблюдению «основных трудовых прав, включая свободу объединений, право на коллективные переговоры и право на забастовку».
В СМИ сообщалось о существовании консультативной группы при президенте, в которую входили Херонимо Рока и Габриэль Фругони из Управления планирования и бюджета, а также заместитель министра экономики Педро Буономо. Их подход якобы отличался от линии «астористов» (включавшей министра экономики Фернандо Лоренсо, советника Андреса Масольера и главу Центробанка Марио Бергару). Эти расхождения особенно проявились в 2011 году при обсуждении ряда инициатив, таких как налог на концентрацию сельскохозяйственных земель (ICIR) и закон, предусматривавший разное снижение НДС. Тем не менее, правительство неоднократно подчёркивало, что экономическая политика едина и что «никаких теневых экономических команд не существует».

### Программа социальной и жилищной интеграции «Вместе»
Этот план стал флагманским проектом правительства Мухики. Он был запущен 15 июня 2010 года как продолжение антикризисной программы его предшественника Табаре Васкеса. Финансировался за счёт добровольных взносов частных компаний, 87 % президентской зарплаты Мухики и продажи неиспользуемого государственного имущества. Цель — предоставить нуждающимся семьям жильё. Сам Мухика определял этот план не как жилищную программу, а как проект этического характера и взгляд в будущее. Первая постройка появилась в неформальном поселении Primero de Mayo. Дома возводились специалистами, но также с участием самих будущих жильцов, их соседей и добровольцев.

### Политика в сфере наркотиков
В беспрецедентном шаге правительство Мухики в июне 2012 года предложило легализовать и регулировать продажу марихуаны. Тема вызвала широкий и сложный общественный отклик. Несмотря на критику, идея получила одобрение от авторитетного британского издания Monocle, а американский журнал Time задался вопросом, не должны ли мировые лидеры пойти по тому же пути. В 2014 году Мухика был выдвинут на соискание Нобелевской премии мира за подписание закона, легализующего употребление марихуаны в Уругвае.

### Реформа государственного управления
Мухика объявил о своём намерении реформировать госаппарат. Однако это сталкивалось с большими трудностями — как в плане карьерных структур, так и в вопросах заработной платы.

### Образование
Во время правления Мухики продвигался проект создания Технологического университета Уругвая с целью его размещения в регионах за пределами столицы.

### Внешняя политика
В 2011 году он выступил против военных операций, начатых рядом западных стран в Ливии. Он поддерживал тесные отношения с венесуэльским президентом Уго Чавесом, которого называл «самым щедрым лидером, которого я когда-либо знал». Мухика совершил несколько зарубежных поездок, среди которых особенно выделяется участие в Генеральной ассамблее ООН, где он выступил с яркой речью глобального масштаба.

### Соглашения с Аргентиной
После серии встреч с президентом Аргентины Кристиной Фернандес Мухика добился снятия блокады на посту Арройо-Верде, что позволило восстановить движение по мосту имени генерала Сан-Мартина между Аргентиной и Уругваем. Также было достигнуто соглашение о допуске аргентинских технических специалистов на целлюлозный завод UPM в Фрай-Бентосе.
25 февраля 2011 года Мухика провёл встречу с президентом Фернандес в резиденции Оливос. Было решено создать двустороннюю торговую комиссию для мониторинга задержек с ввозом уругвайской продукции в Аргентину. Комиссия должна была обеспечивать получение разрешений на ввоз в течение 60 дней и состоять из экспертов обеих стран.
Также было подписано соглашение о строительстве СПГ-терминала, который должен был обеспечивать поставки природного газа в обе страны с 2013 года сроком на 15 лет. Терминал должен был принадлежать аргентинской компании Enarsa и уругвайской Gas de Sayago S.A. Проект оценивался в 18 миллионов долларов.

### Права человека
22 марта 2012 года Мухика выступил в здании парламента с речью, в которой признал ответственность уругвайского государства за нарушения прав человека в период диктатуры. На церемонии присутствовали, в частности, поэт Хуан Хельман и его внучка Макарена, дочь исчезнувших во времена репрессий родителей, рождённая в неволе в Монтевидео.

## Взгляды

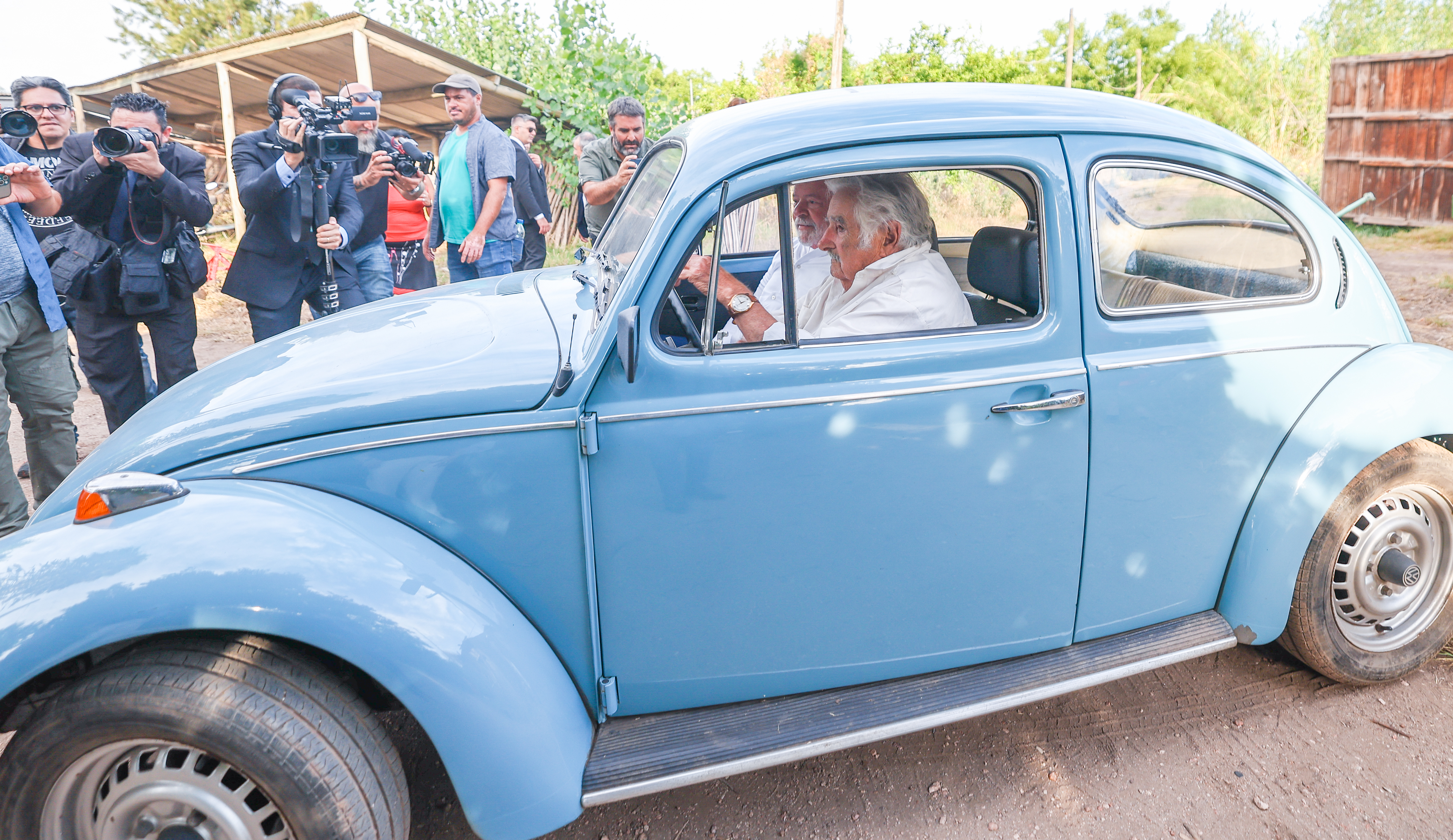
Хосе Мухика с президентом Бразилии Луисом Инасиу Лулой да Силвой за рулём своего Volkswagen Beetle 1987 года, 25 января 2023 года.

Хосе Мухика привлекал международное внимание своим образом жизни, отличавшимся крайней скромностью. Он жил на ферме на окраине Монтевидео, которая принадлежала его супруге, и отказался от проживания в президентской резиденции Суарес и Рейес, используя её исключительно для официальных мероприятий. Кроме того, около 90 % своих доходов (в 2012 году это составляло примерно 260 259 уругвайских песо) он направлял на инициативы по борьбе с бедностью.

### Религиозные взгляды
Религиозные убеждения Мухики неоднократно становились предметом интереса и спекуляций в прессе. В интервью BBC в ноябре 2012 года он заявил: «У меня нет религии, но я почти пантеист: я восхищаюсь природой». В письме, направленном 11 декабря 2012 года Уго Чавесу с пожеланиями выздоровления, он уточнил, что, хотя сам «не является верующим», собирается организовать мессу для тех, кто хотел бы помолиться за его здоровье. После этой церемонии Мухика добавил: «Я становлюсь старше, и не знаю, приближаюсь ли я к Богу, или нет. Я не верующий… В глубине души я всё ещё не могу, или не умею, верить». Когда в Риме проходила интронизация Папы Франциска, родом из Аргентины, супруга Мухики, Лусия Тополански, пояснила, что они с мужем не поехали на церемонию, так как «не являются верующими». В их отсутствие Уругвай представлял вице-президент Даниэль Астори, поскольку он верующий. Благодаря таким заявлениям пресса обычно относила Мухику к числу двух единственных открыто атеистичных президентов в Латинской Америке — наряду с бывшим президентом Кубы Раулем Кастро.

### Противоречивая информация о питании
В октябре 2009 года газета La Nación опубликовала высказывание Мухики: «Нужно придерживаться чётких правил, которые не являются ни левыми, ни правыми. И говорит вам это я, вегетарианец-партизан», — фраза, напоминающая слова Хуана Доминго Перона: «Я пацифистский генерал, что-то вроде травоядного льва». После этого высказывания различные международные СМИ начали утверждать, что Мухика придерживается вегетарианской диеты. Однако имеются задокументированные свидетельства, которые противоречат этому утверждению.

## Личная жизнь

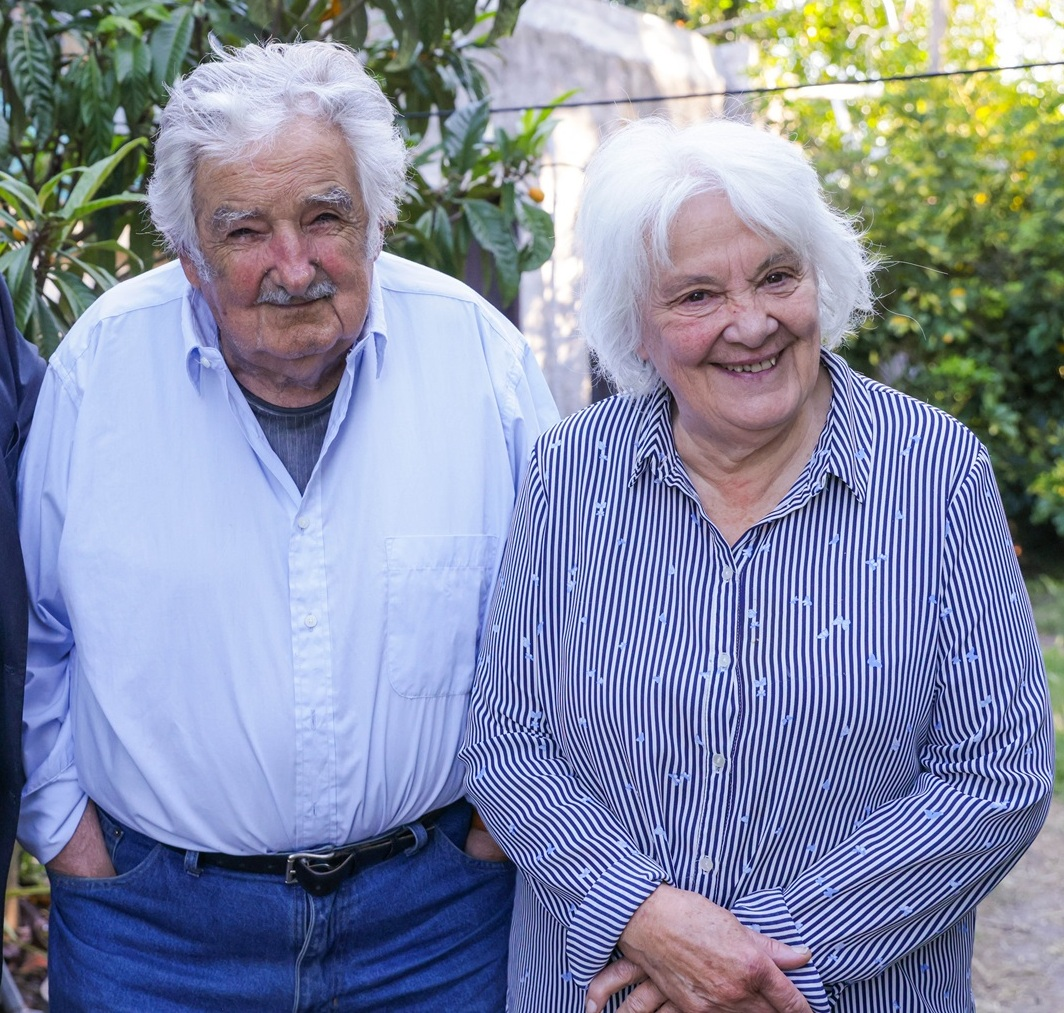
Хосе Мухика со своей супругой Лусией Тополански, 27 октября 2023 года

В 2005 году Мухика женился на Лусии Тополански, коллеге по Сенату и историческом лидере Движения народного участия.
Мухику называли «el presidente más pobre» — «самый бедный президент». На момент, когда он был избран президентом, у него в собственности был только автомобиль Volkswagen Beetle 1987 года. В 2014 году ему предложили продать машину за 1 млн долларов, но он отказался.
Мухика жертвовал на благотворительность почти всю свою президентскую зарплату, что делало его самым бедным (или самым щедрым) президентом в мире. Из ежемесячной зарплаты, эквивалентной 12 500 долларам США, он оставлял себе только 1250 долларов. «Мне вполне хватает этих денег, — говорил Мухика, — должно хватать, потому что доходы многих уругвайцев намного ниже».
Жена президента, сенатор, тоже жертвует часть своих доходов. Супруги жили не в президентском дворце, а в сельском доме на ферме в Монтевидео. Воду для домашнего хозяйства президент носил сам из колодца во дворе. У Мухики не было счетов в банках и долгов. Самое большое удовольствие ему доставляло общение со своей собакой по имени Мануэла.

## Дипломатический скандал
В 2013 году во время своей пресс-конференции Мухика, не заметив, что микрофоны уже включили, сказал своему подчинённому: «Эта старуха ещё хуже, чем тот косоглазый» (подразумевая президента Аргентины Кристину Фернандес де Киршнер и её покойного мужа). Этот случай вызвал дипломатический скандал между Уругваем и Аргентиной.

## Награды
- Большой крест Национального ордена Заслуг Парагвая (16 августа 2010)[60][61]
- Большой крест ордена Солнца Перу (25 января 2011)[62][63]
- Орден Флага Республики Сербской с серебряным венком (27 июня 2017)[64][65]